# Колін Ґрінвуд
Колін Чарльз Ґрінвуд (англ. Colin Charles Greenwood; нар. 26 червня 1969, Оксфорд, Велика Британія) — англійський музикант, бас-гітарист рок-гурту Radiohead. Окрім бас-гітари, Ґрінвуд грає на контрабасі та електронних інструментах.
Разом зі своїм молодшим братом, гітаристом Radiohead Джонні Ґрінвудом, відвідував школу Абінгдонську школу, де і познайомився з майбутніми учасниками гурту. Radiohead отримали визнання критиків і продали понад 30 мільйонів альбомів. У 2019 році Ґрінвуд та інші учасники Radiohead були включені до Зали слави рок-н-ролу.

## Ранні роки
Колін Ґрінвуд — старший брат гітариста Radiohead Джонні Ґрінвуда. Їхній батько служив у Британській армії експертом зі знешкодження бомб. Сім'я Ґрінвудів має історичні зв'язки з Британською комуністичною партією та соціалістичним Товариством Фабіана.
У дитинстві Ґрінвуд жив у Німеччині і вільно володіє німецькою мовою. Колін вважає, що його старша сестра, Сьюзен, вплинула на їхні з Джонні музичні смаки у підлітковому віці: «Вона відповідальна за нашу ранню любов до жалюгідної музики. The Fall, Magazine, Joy Division. Нас піддавали остракізму в школі, тому що всі інші захоплювалися Iron Maiden».
Коли Ґрінвуду було 12 років, він познайомився з майбутнім вокалістом Radiohead Томом Йорком у Абінгдонській приватній школі для хлопчиків в Оксфордширі. Їхні майбутні колеги по гурту Ед О'Браєн, з яким Колін познайомився під час шкільної постановки опери «Суд присяжних», та Філіп Селвей також відвідували цю школу.
Ґрінвуд купив свою першу гітару, коли йому було 15 років. Він навчався грі на класичній гітарі у вчителя музики з Абінгдона Теренса Ґілмора-Джеймса, який познайомив його та інших майбутніх учасників Radiohead з джазом, музикою до фільмів, післявоєнним авангардом і класичною музикою 20-го століття. Грінвуд розповідав: «Коли ми починали, було дуже важливо отримати підтримку від нього, тому що ми не отримували її від директора школи. Знаєте, одного разу він надіслав нам рахунок за користування шкільним майном, тому що ми займалися в одному з музичних кабінетів у неділю».
За словами Ґрінвуда, він почав грати на бас-гітарі через необхідність, навчаючись самостійно, підігруючи New Order, Joy Division та Отісу Реддінгу. Серед його музичних впливів — Booker T and the MGs, Білл Візерс і Кертіс Мейфілд: «Ми були людьми, які взяли в руки свої інструменти, тому що хотіли грати музику разом, а не просто тому, що хотіли грати на цьому конкретному інструменті. Тож це був скоріше колективний підхід, і якщо ти міг зробити свій внесок, змусивши когось іншого грати на твоєму інструменті, то це було дійсно круто».
Ґрінвуд вивчав англійську мову в Пітерхаузі з 1987 по 1990 рік, і читав сучасну американську літературу, зокрема Раймонда Карвера, Джона Чівера та інших післявоєнних американських письменників. Під час навчання в Пітерхаузі він працював організатором заходів та розваг. Після закінчення навчання влаштувався продавцем-консультантом у магазин платівок Our Price в Оксфорді.

## Radiohead
Наприкінці 1991 року торговий представник EMI Кіт Возенкрофт відвідав Our Price і завів розмову з Ґрінвудом. Коли Возенкрофт згадав, що переходить на посаду A&R скаута у дочірню компанію EMI Parlophone, Колін дав йому копію останнього демо On a Friday.
On a Friday підписали контракт з EMI на запис шести альбомів і змінили назву на Radiohead. До 2011 року Radiohead продали понад 30 мільйонів альбомів по всьому світу. У березні 2019 року гурт був включений до Зали слави рок-н-ролу. Про гру в гурті зі своїм молодшим братом Джонні Колін розповідав: "Я був у гурті разом зі своїм молодшим братом Джонні: «Окрім звичайних братських стосунків, я поважаю його як людину і музиканта».

## Інша діяльність
У 1997 році Ґрінвуд взяв участь у промо-кампанії своєї альма-матер Кембриджського університету, позуючи для фото зі студентами державних і приватних шкіл для плаката під назвою «Put Yourself in the Picture» («Постав себе на фото»). Плакат був «покликаний зруйнувати деякі стереотипи, які утримують здібних студентів від вступу до Кембриджу» і заохотити більше абітурієнтів з державних шкіл.
Колін зіграв на бас-гітарі в дебютній сольній роботі свого брата Джонні «Bodysong» (2003) і саундтреку до фільму «Woodpecker» (2008). Він грав на бас-гітарі в альбомі «Amir» бельгійсько-єгипетського співака Таміно (2018), а також в альбомі «World's Strongest Man» (2018) Газа Кумбеса. Він також грав на бас-гітарі на пісні «Brasil» з альбому «Earth» (2020) Еда О'Браєна. Він взяв участь у програмуванні барабанів для пісні Тома Йорка «Hearing Damage» з саундтреку до фільму «Сутінки. Сага: Молодий місяць», а також для треку з альбому Йорка «Tomorrow's Modern Boxes» (2014).
У 2004 році Ґрінвуд брав участь у панелі на щорічній конференції для учнів шостих класів, яку проводив коледж Редлі у співпраці зі школою Святої Єлени та Святої Катерини, виступаючи з доповіддю про керування цифровими правами. 2013 року Ґрінвуд граючи на бас-гітарі, озвучив шоу на показі Дріса ван Нотена. 2018 року він написав рецензію на книгу Майкла Пеліна «Erebus: The Story of a Ship for the Spectator». Наприкінці 2022 року він гастролював Австралією у складі гурту Ніка Кейва та Воррена Елліса. Також Колін приєднався до північноамериканського туру Кейва наприкінці 2023 року, і взяв участь у записі бас-гітари для альбому Кейва 2024 року Wild God. У жовтні 2024 року Ґрінвуд випустив книгу How to Disappear: A Portrait of Radiohead, до якої увійдуть його фотографії Radiohead, зроблені між 2003 і 2016 роками.

## Музичний стиль
Ґрінвуд здебільшого грає у стилі «фінгерстайл», а з медіаторами, за його словами, у нього «не дуже». В основному використовує бас-гітари Fender та підсилювачі Ampeg і Ashdown, також грає на контрабасі та синтезаторах: «Моя участь полягає у грі на бас-гітарі, але до наших ідей і пропозицій у певних сферах, щодо того, куди має рухатися або розвиватися музика, прислухаються. Ми дуже схожі на гурт». В іншому інтерв'ю він сказав, що не вважає себе бас-гітаристом і «просто грає в гурті з іншими людьми».

## Особисте життя
Ґрінвуду подобаються такі письменники, як Томас Пінчон, Відьядхар Сураджпрасад Найпол і Делмор Шварц. У грудні 1998 року він одружився з Моллі Макґранн, американською літературною критикесою і письменницею. У них троє синів: Джессі, народжений у грудні 2003 року, Аса, народжений у грудні 2005 року, і Генрі, народжений у грудні 2009 року. Вони живуть в Оксфорді.
Грінвуд — фотограф-аматор. 2003 року він обговорював свої улюблені фотографії в Музеї Вікторії та Альберта, обравши серед інших знімки Фредеріка Зоммера та Гарольда Еджертона.